# Below (groupe)
Pour les articles homonymes, voir Below.
Below est un groupe suédois d'epic doom, originaire de Nyköping.

## Histoire
Le groupe est formé à l'automne 2011 et se composait au départ de trois membres. Par la suite, le groupe travaille sur ses premières chansons, qui sont enregistrées en novembre 2012 dans les studios suédois Deep Blue, sous la forme d'un EP comprenant quatre chansons. L'EP est envoyé à divers magazines et labels et obtient neuf points sur dix dans le Metal Hammer allemand. Le groupe entame ensuite une tournée de dix jours au Danemark, aux Pays-Bas et en Allemagne, où il assure également la première partie du groupe norvégien Devil. Grâce à cet EP, le groupe décroche un contrat avec Metal Blade Records. En automne 2013, le groupe enregistre son premier album aux studios Sonic Train d'Andy LaRocque (King Diamond), qui sort en 2014 sous le nom de Across the Dark River.

## Style musical
Selon la biographie du groupe sur metalblade.com, le groupe est fortement influencé par des albums comme Nightfall de Candlemass, Headless Cross de Black Sabbath et Conspiracy de King Diamond. Dans l'interview de Rock Hard avec Frank Albrecht, le groupe déclare qu'il voulait jouer de l'epic doom et qu'il écrivait généralement sur des thèmes mythiques. Selon Daniel Silva de metal-temple.com, le groupe joue de l'epic doom comparable au style musical de Candlemass, même si une influence de Kind Diamond est également audible. 

## Discographie
- 2013 : Anguish / Below (split avec Anguish, Dark Descent Records)
- 2014 : Across the Dark River (album, Metal Blade Records)
- 2017 : Upon a Pale Horse (album, Metal Blade Records)